# Семья (организованная преступная группировка)
Семья (англ. The Family) — афроамериканская организованная преступная группа из штата Нью-Джерси, занимавшаяся торговлей наркотиками в ряде штатов США. Была основана Акбаром Прей в Ньюарке (Нью-Джерси) в 1970 году и распалась через несколько лет после того, как он был приговорён к пожизненному заключению в 1990 году. Кокаин для последующего распространения Прей приобретал в Колумбии и Вест-Индии. Помимо наркоторговли, группа активно участвовала в отмывании денег и операциях с недвижимостью, торговала оружием и совершала заказные убийства.

## История
В течение нескольких лет Комиссия по расследованиям штата Нью-Джерси собирала данные об афроамериканских бандах. Эти усилия завершились публичными слушаниями 29 ноября 1990 года. Согласно данным, собранным комиссией, в Нью-Джерси наблюдалось значительное присутствие афроамериканских организованных преступных груп. Одной из крупнейших была базирующаяся в Ньюарке организация по торговле кокаином и марихуаной под названием «Семья», которую почти 20 лет возглавлял Уэйном (Акбаром) Прей, пока не был осуждён на пожизненное заключение без возможности условно-досрочного освобождения. Прей был осуждён за то, что был «главным администратором» крупной организации по импорту и распространению кокаина. На пике своего развития группа Прея насчитывала около 300 членов и соучастников. Глава полиции Ньюарка Клод М. Коулман свидетельствовал на публичных слушаниях о трудностях, возникших при расследовании преступной деятельности Прея:
В течение нескольких лет … [Прея] считали одним из так называемых «неприкасаемых», потому что он никогда не приближался к [наркотикам]. Он вёл богатый и влиятельный образ жизни, [но] я думаю, все знали, что он был вовлечён в торговлю наркотиками … Тем не менее, он не был … привлечён к ответственности, так сказать.
Далее Коулман рассказал, как Прей создал «Семью» с помощью «страха, запугивания и насилия», направленных в первую очередь против конкурентов в торговле наркотиками. Хотя группа продолжила свою деятельность после заключения Прея в тюрьму, Коулман описал её как «фрагментированную»: несколько бывших лейтенантов Прея «теперь действуют самостоятельно в качестве „свободных стрелков“», а некоторые из них находятся в заключении.
Специальный агент Управления по борьбе с наркотиками Эштон подробно рассказал о прошлом и нынешнем статусе семьи в ходе публичных слушаниях в Комиссии:
… Афроамериканская организованная преступная сеть Акбара под названием «Семья» продолжает действовать. Она базируется в округе Эссекс и состоит из более чем двухсот членов. Организация Прея зародилась в начале 1970-х годов как [порождение] Нового мира ислама. Мусульманское [имя] Акбар означает великий, всемогущий или величайший. Фактически, Акбар в некоторых случаях называл себя Акбар Акбар или «величайший из великих». Он оправдал это имя, взяв под контроль обширную и прочную преступную сеть. Первоначально «Новый мир ислама» сосредоточился на ограблениях банков и даже организовал школу банковских грабителей. Предприятие Прая по торговле наркотиками началось в небольшом районе округа Эссекс и в конечном итоге распространилось на несколько штатов, включая Огайо, Мичиган, Нью-Йорк и Южную Флориду.
На пике своего развития сеть Прея насчитывала не менее 12 руководителей среднего звена, классифицированных Управлением по борьбе с наркотиками как правонарушители I класса, то есть как наркоторговцы, имеющие возможность распространять не менее 50 килограммов кокаина ежемесячно и управляющие не менее чем пятью подчинёнными торговцами наркотиками.
… Во время федерального судебного процесса над Преем в 1989 году за руководство продолжающимся предприятием по торговле кокаином и марихуаной свидетели DEA показали, что он был ответственен за хранение и распространение примерно 188 килограммов кокаина в течение пяти месяцев с февраля по июнь 1987 года. Кроме того, он отвечал за распространение примерно 247 килограммов марихуаны за тот же период. Подсчитано, что организация Прея ежегодно получала миллионы долларов валового дохода.

… Организация Прея в настоящее время работает на гораздо более низком и более осторожном уровне, имея в основном ту же структуру. Надёжные источники указали, что Прей сохранил своих клиентов и контакты и всё ещё наблюдает за сделками с наркотиками из тюрьмы.

### Крах Прея
В июне 1988 года Прей и четверо его подчиненных были арестованы федеральными властями в Бока-Ратон (штат Флорида) по обвинению в организации торговли кокаином и марихуаной. По оценкам федеральных чиновников, его организация менее чем за два года распространила 341 кг кокаина и 354 кг марихуаны, зарабатывая более 4,5 млн долларов в год. Судебный процесс над Преем затянулся на семь месяцев, в ходе которых были заслушаны показания 126 свидетелей, среди которых были работники отеля, продавцы автомобилей и сотрудники магазина одежды, которые дали показания о расходах и образе жизни Прея в рамках обвинения о «существенном богатстве», тем самым доказывая, что Прей заработал и потратил денег гораздо больше, чем можно было бы объяснить законными доходами.
12 января 1990 года Прей был приговорен к пожизненному заключению без права досрочного освобождения.
По состоянию на июнь 2021 года Прей отбывал пожизненное заключение в FMC Butner, медицинской тюрьме в Северной Каролине.